# Узагальнені гіпотези Рімана
Гіпотеза Рімана є однією з найважливіших гіпотез у математиці. Гіпотеза є твердженням про нулі дзета-функції Рімана. Різні геометричні та арифметичні об'єкти можна описати так званими глобальними L-функціями, які формально схожі на дзета-функцію Рімана. Можна тоді поставити те ж питання про корені цих L-функцій, що дає різні узагальнення гіпотези Рімана. Багато математиків вірять у істинність цих узагальнень гіпотези Рімана. Єдиний випадок, коли таку гіпотезу доведено, стосується алгебричному полі функцій (не в разі поля чисел).
Глобальні L-функції можна асоціювати з еліптичними кривими, числовими полями (в цьому випадку їх називають дзета-функціями Дедекінда), параболічними формами Маасса і характерами Діріхле (в цьому випадку їх називають L-функціями Діріхле). Коли гіпотеза Рімана формулюється для дзета-функцій Дедекінда, вона називається розширеною гіпотезою Рімана (РГР), а коли вона формулюється для L-функцій Діріхле, вона відома як узагальнена гіпотеза Рімана (УГР). Ці два твердження детальніше обговорюються нижче. Багато математиків використовують назву узагальнена гіпотеза Рімана для розширення гіпотези Рімана на всі глобальні L-функції, не тільки окремий випадок L-функцій Діріхле.

## Узагальнена гіпотеза Рімана (УГР)
Узагальнену гіпотезу Рімана (для L-функцій Діріхле), мабуть, вперше сформулював Адольф Пілтц 1884 року. Подібно до початкової гіпотези Рімана узагальнена гіпотеза має далекосяжні наслідки про розподіл простих чисел.
Формальне твердження гіпотези. Характер Діріхле — це повністю мультиплікативна арифметична функція χ, така, що існує натуральне число k з χ (n + k) = χ (n) для всіх n і χ (n) = 0 якщо gcd (n, k)> 1. Якщо задано такий характер, ми визначаємо відповідну L-функцію Діріхле
{\displaystyle L(\chi ,s)=\sum _{n=1}^{\infty }{\frac {\chi (n)}{n^{s}}}}
для будь-якого комплексного числа s із дійсною частиною > 1. За допомогою аналітичного продовження цю функцію можна продовжити до мероморфної функції, визначеної на всій комплексній площині. Узагальнена гіпотеза Рімана стверджує, що для будь-якого характеру Діріхле χ і будь-якого комплексного числа s з L (χ, s) = 0 виконується: якщо дійсне число s лежить між 0 і 1, то воно, насправді, дорівнює 1/2.
Випадок χ(n) = 1 для всіх n дає звичайну гіпотезу Рімана.

### Наслідки ОГР
Теорема Діріхле стверджує, що коли a і d взаємно прості натуральні числа, то арифметична прогресія a, a+d, a+2d, a+3d, … містить нескінченно багато простих чисел. Нехай π(x, a,d) позначає число простих чисел у прогресії, які менші або дорівнюють x. Якщо узагальнена гіпотеза Рімана істинна, то для будь-яких взаємно простих a і d і будь-якого ε> 0
{\displaystyle \pi (x,a,d)={\frac {1}{\varphi (d)}}\int _{2}^{x}{\frac {1}{\ln t}}\,dt+O(x^{1/2+\epsilon })} при {\displaystyle x\to \infty },
де φ (d) — функція Ейлера, а {\displaystyle O} — «O» велике. Це істотне посилення теореми про розподіл простих чисел.
Якщо ОГР істинна, то будь-яка власна підгрупа мультиплікативної групи {\displaystyle (\mathbb {Z} /n\mathbb {Z} )^{\times }} не містить чисел, менших від 2(ln n)2, як і числа, взаємно прості з n і менші 3 (ln n) 2 . Іншими словами, {\displaystyle (\mathbb {Z} /n\mathbb {Z} )^{\times }} генерується набором чисел, менших 2 (ln n) 2. Цей факт часто використовується в доказах і з нього випливає багато наслідків, наприклад (у припущенні вірності ОГР):
- Тест Міллера — Рабіна гарантовано працює за поліноміальний час (Тест з поліноміальним часом роботи, що не вимагає УГР, тест Агравала — Каяла — Сакса, опубліковано 2002 року).
- Алгоритм Гельфонда — Шенкса[ru] гарантовано працює за поліноміальний час.
- Детермінований алгоритм Івануос — Карпінскі — Сахена[3] для розкладання многочленів над скінченними полями з простим степенем n і гладким n — 1 працює за поліноміальний час.

Якщо УГР істинна, то для будь-якого простого p існує первісний корінь за модулем p (генератор мультипликативної групи цілих чисел за модулем p), менший від {\displaystyle O((\ln p)^{6}).\,}
Слабка гіпотеза Гольдбаха також випливає з узагальненої гіпотези Рімана. Доведення Гаральда Гельфготта цієї гіпотези підтверджує УГР для декількох тисяч малих характерів, які дозволили довести гіпотезу для всіх цілих (непарних) чисел, більших від 1029. Для цілих чисел нижче від цієї межі гіпотезу перевірено прямим перебором.
У припущенні істинності УГР оцінку суми характерів у нерівності Поя — Виноградова можна покращити до {\displaystyle O\left({\sqrt {q}}\log \log q\right)}, де q — модуль характеру.

## Розширена гіпотеза Рімана (РГР)
Нехай K — числове поле (скінченновимірне розширення поля раціональних чисел Q) з кільцем цілих OK (це кільце є цілим замиканням цілих чисел Z в K). Якщо a — ідеал кільця OK, відмінний від нульового ідеалу, ми позначимо його норму через Na. Дзета-функція Дедекінда над K тоді визначається як
{\displaystyle \zeta _{K}(s)=\sum _{a}{\frac {1}{(Na)^{s}}}}
для будь-якого комплексного числа s із дійсною частиною > 1.
Дзета-функція Дедекінда задовольняє функціональному рівнянню і може бути розширена аналітичним продовженням на всю комплексну площину. В результуючій функції закодовано важливу інформацію про числове поле K. Розширена гіпотеза Рімана стверджує, що для будь-якого числового поля K і будь-якого комплексного числа s, для якого ζK(s) = 0, виконується: якщо дійсна частина числа s лежить між 0 і 1, то вона, насправді, дорівнює 1/2.
Початкова гіпотеза Рімана випливає з розширеної гіпотези, якщо взяти числове поле Q з кільцем цілих чисел Z.
З РГР випливає ефективна версія теореми Чеботарьова про щільність: якщо L/K є скінченним розширенням Галуа з групою Галуа G, а C є об'єднанням класів суміжності G, число нерозгалужених простих ідеалів K з нормою нижче x із класом суміжності Фробеніуса в C дорівнює
{\displaystyle {\frac {|C|}{|G|}}{\Bigl (}\mathrm {li} (x)+O{\bigl (}{\sqrt {x}}(n\log x+\log |\Delta |){\bigr )}{\Bigr )},}
де константа в нотації O-велике абсолютна, n є степенем L над Q, а Δ є його дискримінантом.